# José Recuerda Rubio

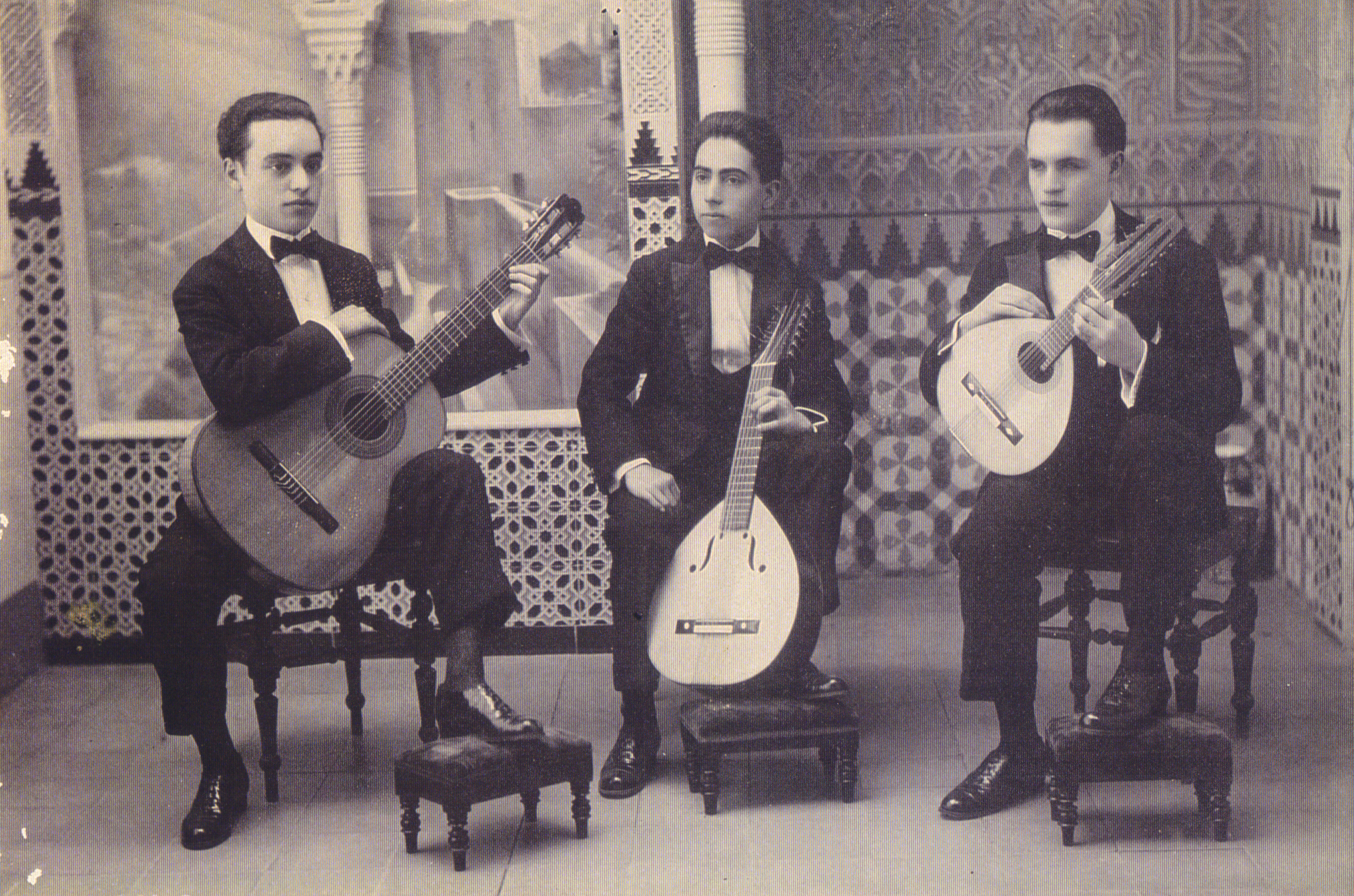
Trío Albéniz (1920)

José Recuerda Rubio (Granada, 15 de noviembre de 1899, y Ibidem, 25 de febrero de 1971), en 1910), fue uno de los instrumentistas fundadores del Trío Albéniz. Recibió el sobrenombre de el ruiseñor de la bandurria, usado por la prensa en numerosas ocasiones. Fue el escritor José Fernández Castro quien fraguó esta expresión en su libro titulado La sonrisa de los ciegos, en el cual dedica a este singular músico granadino un capítulo, titulado El ruiseñor de la bandurria.
En 1919, junto con los demás componentes del Trío Albéniz, que entonces eran José Molina Zúñiga y Luis Sánchez Granada, tuvo el privilegio de recibir a Manuel de Falla en la visita de este genio musical a Granada, ofreciéndole un concierto histórico que supuso el inicio de una cercana y continuada relación musical entre el conjunto de cuerda granadino y Falla, quien, entusiasmado por el virtuosismo de estos músicos, elaboró para ellos transcripciones de sus propias obras, que aún hoy día se interpretan siguiendo las propias indicaciones directas del autor.
Fue cofundador del Centro Instructivo y Protector de Ciegos, institución luego sucedida por la Organización Nacional de Ciegos Españoles (ONCE), de la que fue delegado en Granada, ciudad que le premió y rotuló una calle con su nombre. El Ayuntamiento de Sevilla dedicó a este insigne músico también el nombre de una calle, en 1992.

## Biografía
Siendo aun niño en Granada, José Recuerda Rubio recibe clases de bandurria del maestro Montes, a quien superó en breve plazo dadas sus extraordinarias dotes musicales. En 1906 conoce al maestro Guillermo Prieto, quien fundaría en 1910 el Trío Infantil Albéniz, agrupación a la que perteneció José Recuerda Rubio desde sus inicios junto con Luisito Sánchez Granada (guitarra) y Eduardo Mañas (laúd). José Recuerda alternó sus estudios de bandurria, con los de violín, guitarra, piano y órgano. Fueron Juan y Nicolás Benítez sus profesores de piano y órgano respectivamente, cuyas enseñanzas hicieron posible que José Recuerda llegase a concertar como organista en diversas iglesias de la ciudad de Granada.
En 1918, Recuerda reorganiza el Trío Albéniz, con José Molina (laúd) y Luis Sánchez (guitarra), quienes apadrinados por Ángel Barrios fueron presentados en el Estudio de Arte del maestro Arbós en Madrid. José Recuerda fue también cofundador del Centro Instructivo y Protector de Ciegos, siendo el responsable de la formación de la Agrupación Musical de Pulso y Púa, que alternaba con su actividad de concertista en el seno del Trío Albéniz. Con la desaparición del Centro Instructivo y Protector de Ciegos, se crea la Organización Nacional de Ciegos Españoles (ONCE), donde continuará ejerciendo su labor como profesor y director de la agrupación musical de la Organización, que con el tiempo, llegó a compatibilizar con la Secretaría de dicha Organización en Granada. Desde su creación por Ángel Barrios, en 1930, José Recuerda forma parte del Cuarteto Iberia constituido además por Barrios y Francisco Ruiz Velázquez, como guitarras y Agustín Aguilar, laúd.
En 1952, José Recuerda reorganiza el Trío Albéniz incluyendo en su nómina a su hijo José Recuerda Herrera (guitarra), llevando a cabo una exitosa gira por Marruecos, Suiza, y Bélgica. Actuó en diversas televisiones extranjeras donde ya fue presentado como el mejor bandurrista del mundo. El novelista José Francés, en su obra Miradas sobre la vida, en el capítulo Granada en Granada, le dedica un hermoso pasaje al genial bandurrista. En 1969, José Recuerda homenajea la memoria de su amigo y compañero Ángel Barrios con los que serían sus dos últimos conciertos. El 25 de febrero de 1971, José Recuerda fallece en Granada con la consideración de ser el mejor bandurrista del mundo.